# Sergio Mora
Sergio Mora est un boxeur américain né le 4 décembre 1980 à Los Angeles, Californie.

## Carrière
Il fait ses débuts professionnels le 17 août 2000. Après 12 victoires consécutives, il participe à l’émission de télé-réalité sur la boxe The Contender qui oppose 16 espoirs de la boxe dans un tournoi. Il remporte ses 4 combats et la finale (assortie d'une prime d'un million de dollar) au Caesar's Palace.
Lors des 3 années suivantes, Mora remporte 4 victoires et fait match nul le 16 octobre 2007 face à Elvin Ayala. Le 7 juin 2008, il devient Champion du monde poids super welters WBC en battant son compatriote Vernon Forrest par décision majoritaire. Il perd toutefois cette ceinture lors du combat revanche organisé en septembre de la même année.
Sergio Mora ne combat pas pendant un an et demi puis revient en avril 2010 battant Calvin Green par KO à la 7e reprise. Le 18 septembre 2010, il affronte le multiple champion du monde Shane Mosley et fait match nul au Staples Center de Los Angeles.